# Bílovice (Uherské Hradiště-i járás)
Bílovice település Csehországban, az Uherské Hradiště-i járásban. Bílovice Mistřice, Nedachlebice, Kněžpole, Topolná és Březolupy településekkel határos. Lakosainak száma 1919 fő (2024. január 1.).

## Népesség
A település lakosságának változását az alábbi diagram mutatja:
| Lakosok száma | 901  | 1052 | 1364 | 1447 | 1663 | 1621 | 1859 | 1916 | 1899 | 1919 |
|               | 1869 | 1890 | 1921 | 1950 | 1980 | 2001 | 2017 | 2019 | 2022 | 2024 |